# SQL Server Management Studio
SQL Server Management Studio – zintegrowane środowisko do zarządzania wszystkimi komponentami (baza danych, usługi analityczne, usługi raportowe itd.), wchodzącymi w skład Microsoft SQL Server. Zawiera narzędzia do konfiguracji, monitorowania i administrowania instancjami SQL Server. Umożliwia budowę zapytań i skryptów, zawiera zarówno edytor skryptów jak i narzędzia graficzne. Aplikacja po raz pierwszy pojawiła się wraz z Microsoft SQL Server 2005.
Główną cechą aplikacji jest Object Explorer, który pozwala na przeglądanie, wybieranie i wykonywanie różnych działań na obiektach serwera. Oprogramowanie posiada bezpłatną wersję "express", która ma nieco ograniczone możliwości w stosunku do wersji pełnej – przede wszystkim brak możliwości zarządzania usługami analitycznymi, raportowymi i integracji.
W czerwcu 2015 Microsoft ogłosił zamiar wydawania przyszłych wersji SSMS niezależnie od wydań silnika baz danych SQL Server.